# غريغوري سيرتيتش

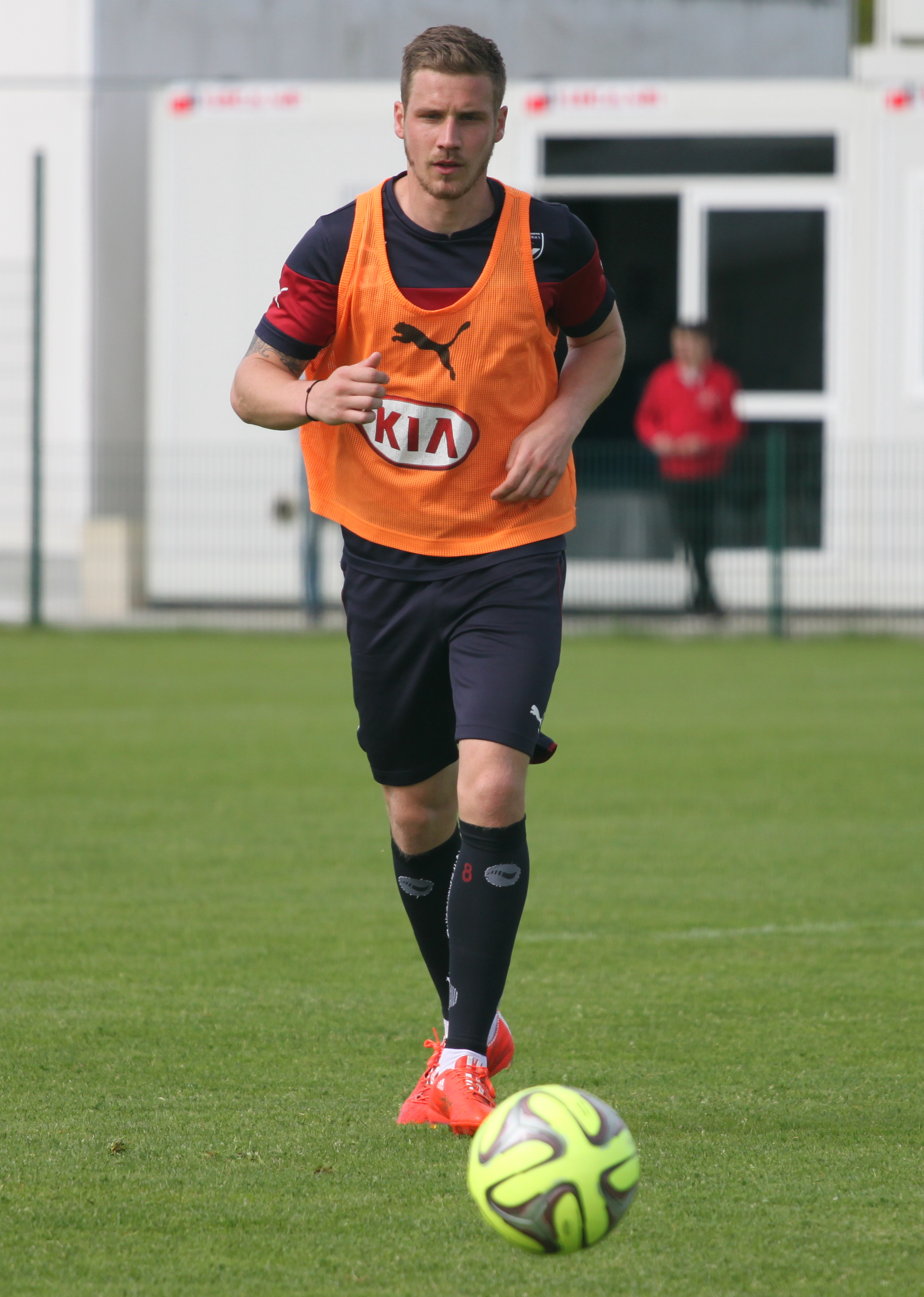

غريغوري سيرتيش (بالفرنسية: Grégory Sertic)‏ ولد في (5 أغسطس 1989 في بريتيني سور أورغ) لاعب كرة قدم فرنسي ذو أصول كرواتية يلعب حاليا لصالح نادي الدرجة الأولى لنس الفرنسي في مركز الوسط المهاجم .

## المسيرة الرياضية
بدأ سيرتيتش مسيرته الرياضية ناشئا في مركز كليرفونتين الوطني سنة 2003 . بعد سنتين وافق على الانضمام إلى نادي بوردو . عندما تم تعيين لوران بلان مدربا جديدا في النادي في صيف سنة 2007 قرر متابعة أداء ومستوى سيرتيتش من خلال مباريات الفريق الرديف واستطاع الأخير أن يقدم أداء باهر بتسجيله 7 أهداف في 20 هدف مساهما في احتلال الفريق المركز الأول في مجموعته بدوري الهواة كما ساهم في احتلال فريق الشباب المركز الثاني في كأس غامبارديلا في نفس الموسم .
نتيجة لجهده الوافر فإن بلان قرر تصعيد سيرتيتش إلى الفريق الأول اعتبارا من موسم 2008/2009 كما ضمه لتشكيلة الفريق المشاركة في بطولة دوري أبطال أوروبا على الرغم من عدم مشاركته في أي مباراة . شارك سيرتيتش في أول مباراة رسمية في مواجهة نادي غينغان ضمن بطولة كأس الدوري الفرنسي في 11 نوفمبر 2008 حيث حل بديلا في الدقيقة 78 وانتهت المباراة بالفوز 4/2 . بينما شارك في أول مباراة رسمية في بطولة الدوري في 25 أبريل 2009 في مواجهة نادي رين وانتهت بالفوز أيضا 3/2 حيث شارك سيرتيتش أساسيا منذ بداية المباراة وتم استبداله في الدقيقة 69 . في المرحلة التالية شارك أمام نادي سوشو وسجله هدفه الأول في الدقيقة السابعة . استطاع أن يساهم في تحقيق النادي 3 بطولات وهي كأس الأبطال الفرنسي ثم كأس الدوري الفرنسي ثم بطولة دوري الدرجة الأولى .

### منتخب فرنسا
في 25 مايو 2009 تم استدعاء سيرتيتش من أجل الانضمام إلى صفوف منتخب فرنسا للشباب تحت 21 سنة للمشاركة في بطولة طولون الدولية للشباب . على الرغم من أن سيرتيتش مؤهل للعب مع منتخب كرواتيا إلا أن والده صرح بأن غريغوري يرغب أكثر في تمثيل منتخب فرنسا .

## الإنجازات
- دوري الدرجة الأولى : 2008/2009
- كأس الدوري الفرنسي : 2008/2009
- كأس الأبطال الفرنسي : 2008/2009

## روابط خارجية
- غريغوري سيرتيتش على موقع رابطة كرة القدم الفرنسية للمحترفين (الإنجليزية)
- غريغوري سيرتيتش على موقع إي إس بي إن إف سي (الإنجليزية)
- غريغوري سيرتيتش على موقع قاعدة بيانات كرة القدم.إي يو (الإنجليزية)
- غريغوري سيرتيتش على موقع ليكيب (الفرنسية)
- غريغوري سيرتيتش على موقع Soccerbase.com (لاعب) (الإنجليزية)
- غريغوري سيرتيتش على موقع Soccerway.com (الإنجليزية)
- غريغوري سيرتيتش على موقع عالم كرة القدم.نت (الإنجليزية)
- غريغوري سيرتيتش على موقع AS.com (الإسبانية)